# Teatro Sociale (Canicattì)

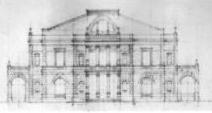
Canicattì - Teatro Sociale - Prospetto

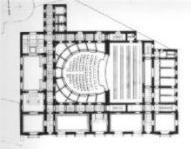
Canicattì - Teatro Sociale - Pianta

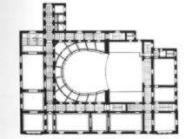
Canicattì - Teatro Sociale - Pianta

Il Teatro Sociale di Canicattì venne realizzato, nel 1889-1908, dall'architetto Ernesto Basile, nello stesso luogo dove sorgeva il convento dei carmelitani, abbattuto dopo la soppressione degli ordini religiosi del 1866.

## Storia
Nel 1874 l'ing. Francesco Tabasso aveva presentato al Comune di Canicattì un progetto per la costruzione di un teatro, tale progetto,  non piacque all'amministrazione comunale.

Nel 1883 un nuovo progetto fu presentato dall'ing. Dionisio Sciascia, progettista dei teatri di Agrigento e Racalmuto ma anche questo progetto non andò in porto.

Nel 1889 Ernesto Basile presentava il suo progetto che piacque subito per eleganza e stile.
Nel 1927 ospitò Luigi Pirandello con la sua compagnia che rappresentarono i Sei personaggi in cerca d'autore.

Alla fine della seconda guerra mondiale, una giunta guidata dal comunista Francesco Cigna distrusse gli interni (compresi i palchi) e trasformò il tutto in sala cinematografica.

Alla fine degli anni '50 il teatro fu abbandonato a se stesso; dopo 45 anni di abbandono e dopo varie proteste dei cittadini, dei giornali locali come "La Torre" e di storici e studiosi come Paolo Portoghesi e Antonella Mazzamuto, il teatro è stato restaurato.
La riapertura ufficiale per via delle lungaggini burocratiche cui il Comune di Canicattì si è imbattuto e per l'inerzia, come al solito, di chi amministra la cosa pubblica è avvenuta con notevole ritardo e solo grazie all'intervento di una Commissione straordinaria che amministrò il Comune dal 2004 al 2006 e che reperì le risorse finanziarie necessarie e avviò i lavori.
La consulenza artistica del restaurato Teatro è stata affidata all'attrice Sandra Milo, che il 20 dicembre 2009 ha inaugurato la riapertura alla presenza del sindaco della città, del prefetto di Agrigento e di artisti come Leopoldo Mastelloni, Alda D'Eusanio ed Enrico Lucci delle Iene. Sandra Milo dopo notevoli polemiche si è dimessa. 

## L'edificio
Ernesto Basile disegnò un edificio ispirato agli elementi più caratteristici allo stile liberty.

Caratteristiche del teatro sociale di Canicattì sono: le pannellature su cui sono come ritagliate le finestre; i bugnati angolari delle strutture rientranti e i pilastri con lesene doriche e paraste corinzie, che delimitano rispettivamente i tre cancelli in ferro battuto dell'ingresso e la trifora vetrata dell'ampia balconata del piano superiore; e infine la merlatura che emerge dai pilastri con leggiadri cippi sormontati da sfere, che si slanciano come raffigurazione dell'altro elemento tipico dell'arte basiliana: la torre.
Antonella Mazzamuto, nel libro Teatri di Sicilia, parlando del Teatro Sociale di Ernesto Basile a Canicattì del 1899, afferma che nel ripercorrere le modalità dell'eclettismo del tardo ottocento introduce già elementi del linguaggio basiliano modernista…. E quindi il Teatro di Canicattì costituisce nell'evoluzione artistica del Basile un passo avanti verso nuove esperienze architettoniche. Quando Ernesto Basile redigerà il progetto per il Kursaal Biondo (oggi Teatro Nazionale) a Palermo, darà alla sala del cinema-teatro una forma rettangolare, proprio quella forma rettangolare – rileva la Mazzamuto - che il Basile aveva già sperimentato nel teatro di Canicattì.